# Halbstadt
Halbstadt (en ruso: Гальбштадт; en alemán: Halbstadt; en 1938-1991 - Nekrásovo) - un pueblo en el krai de Altái de Rusia, el centro administrativo del Distrito Nacional Alemán y el asentamiento rural de Halbstadt Selsoviet. Situado a 430 km al oeste de Barnaúl.
El pueblo tiene un gran significado cultural a nivel del krai de Altái, dado que fue en ese lugar donde vivieron los colonos alemanes. Hasta ahora, en el distrito se honran las tradiciones alemanas y se llevan a cabo conciertos en los que grupos de baile actúan con polacos vestidos con trajes tradicionales alemanes y los niños cantan en alemán.
Tuvo una población de 1672 personas para el 2021.

## Características físicas y geográficas
El pueblo está ubicado dentro de la llanura de Kulunda, que pertenece a la llanura de Siberia Occidental, a una altitud de 139 metros sobre el nivel del mar. El terreno es plano. El pueblo está rodeado de campos. Los suelos de castaño oscuro y los chernozems del sur son comunes.
Por carretera, la distancia al centro regional de la ciudad de Barnaul es de 440 km.
La ciudad más cercana de Slavgorod se encuentra a 38 km al suroeste del pueblo.

## Clima
El clima es continental templado (según la clasificación climática de Köppen-Geiger - tipo Dfb). La temperatura media anual es positiva y es de + 1,7 ° С, la temperatura media del mes más frío de enero es de - 17,5 °C, el mes más cálido de julio + 20,3 °C. La precipitación a largo plazo es de 313 mm, la mayor cantidad de precipitación cae en julio - 56 mm, la menor en marzo - 13 mm

## Historia
Fundada en 1908 por colonos alemanes de la región del Mar Negro. Hasta 1917, un pueblo menonita en el distrito de Barnaúl de la provincia de Tomsk (volósts de Oriol y Jortitsk). Comunidad menonita Shumanowka-Klefeld (registrada el 8 de febrero de 1912). Antes de la revolución, en el pueblo funcionaba un molino de vapor y había una escuela menonita. Se cerró junto con otras escuelas menonitas en el distrito de Barnaul a principios de 1915 como "oficialmente no registrada". A finales de 1914, por decisión de las autoridades, el asentamiento pasó a llamarse Polgorod .
En la primera mitad de la década de 1920, apareció una tienda cooperativa, una asociación de cultivo y mejoramiento de semillas, una sociedad de crédito agrícola, se abrió un centro educativo, una cabaña de lectura y funcionó una escuela primaria. Para 1927, el pueblo tenía electricidad. En 1924 había 443 personas en la comunidad menonita y funcionaba un círculo coral. En 1925, un orfanato alemán fue disuelto en Halbstadt debido al temor de las autoridades por la influencia religiosa de los menonitas en los niños.
El 4 de julio de 1927, por decisión del Comité Ejecutivo Central de toda Rusia, se creó el distrito Oktiabrski (alemán), que une 57 asentamientos alemanes, con el centro en Halbstadt. Durante los años de la colectivización, se organizaron la granja colectiva "Unzere Wirtshaft" y "Rot Front". El 2 de julio de 1930, a raíz de una protesta espontánea contra la colectivización, tuvo lugar un levantamiento menonita masivo en Halbstadt. En marzo de 1930, se creó uno de los primeros MTS en Siberia, que tenía 33 tractores. Del 25 al 28 de octubre de 1934, se llevó a cabo un juicio en Halbstadt en el caso de "sabotaje contrarrevolucionario" en la granja colectiva Rot Front. Los granjeros colectivos fueron acusados de interrumpir las compras de granos. 9 personas fueron condenadas, encabezadas por el presidente I. Shrepp. Después de la liquidación del Distrito Nacional Alemán en 1938 hasta su restauración en 1991, se llamó Nekrásovo.
Entre 1930 y 1938 se publicó en Halbstadt el periódico Rote Fahne. En la década de 1930 funcionaba una escuela secundaria (desde 1932 - ), había una farmacia.
En 1991, el distrito alemán fue restaurado a sus antiguas fronteras. En diciembre de 1994, se construyó un nuevo edificio de la administración del distrito, en 2007, un nuevo edificio escolar.

## Población
En 1995, los alemanes componían el 44% de la población del pueblo.

## Economía y esfera social

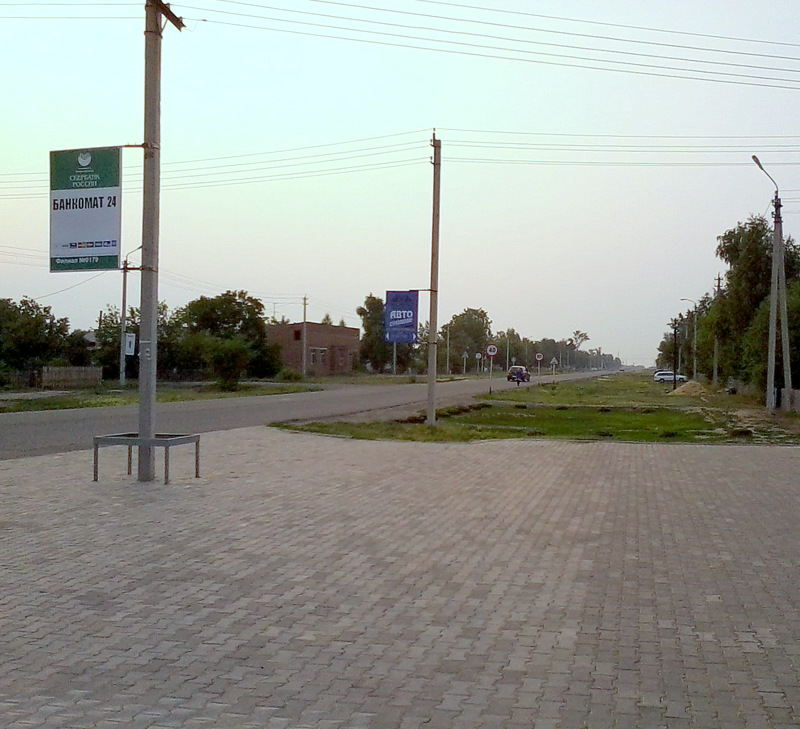
Halbstadt, calle Pervomaiskaya

En el pueblo hay empresas de reparación, mantenimiento y servicios al consumidor, escuelas, instituciones médicas, bibliotecas, un estadio, un Centro de Cultura Alemán y una Casa de Cultura regional.[cita requerida]

## Transporte
Halbstadt está conectado con Barnaúl y otras ciudades y distritos de la región por la carretera Slávgorod-Kamen-na-Obí, la estación de tren más cercana a Slávgorod está a 40 km.[cita requerida]